# Ron Padgett
Œuvres principales
Alone and Not Alone,
How to Be Perfect,
Ronald Wayne Padgett, connu sous le nom de Ron Padgett né le 17 juin 1942 à Tulsa en Oklahoma, est un poète, essayiste, traducteur et éditeur américain que les critiques disent appartenir  à l'École de New York, alors qu'il s'en défend. Il sera élu Chancelier de l'Academy of American Poets en 2008, il remplira sa charge jusqu'en 2013. 

## Biographie
Ron Padgett est issu d'une famille ouvrière qui arrondissait ses fins de mois en pratiquant la contrebande (bootlegger).
Durant ses études secondaires, à 17 ans, il commence à écrire dans un petit magazine qui se voulait d'avant garde, nommé The White Dove Review, avec ses amis et condisciples Dick Gallup et Joe Brainard. Dans ses 5 numéros parus entre 1958 et 1960, le magazine publie des auteurs comme Allen Ginsberg, Jack Kerouac, Robert Creeley, LeRoi Jones, Ted Berrigan, et d'autres.
En 1960, il commence ses études supérieures en s’inscrivant au Columbia College de New York, il y obtiendra son Bachelor of Arts en 1964, Grâce à une Bourse Fullbright, il peut partir en France étudier la poésie française. De retour, il s'installera dans le quartier de l'East Village à New York.
Il a collaboré avec le poète Ted Berrigan et les artistes comme le peintre et sculpteur Jim Dine, l'écrivain Joe Brainard, le peintre et graveur Bertrand Dorny, le peintre Alex Katz ou le peintre George Schneemann. 
Ron Padgett publie son premier recueil de poésie Bean Spasms, avec Ted Berrigan en 1967, une vingtaine suivront. En dehors de ses recueils de poésie, Ron Padgett a publié divers essais et romans et a traduit des poétes français :  Guillaume Apollinaire, Blaise Cendrars, Pierre Reverdy, enfin il a publié divers manuels scolaires d'introduction à la poésie.
Padgett a été le directeur de publication de World Poets, un ouvrage de référence en trois volumes aux éditions Charles Scribner's & Sons, 2000. Depuis vingt ans Padgett a été le directeur des publications des éditions scolaires et universitaires Teachers & Writers Collaborative,
Certains de ses vers libres sont repris dans le film Paterson de Jim Jarmusch.
Plusieurs de ses œuvres sont traduites en français aux éditions Joca Seria.
Ron Padgett partage son temps entre New York et Calais dans l'état du Vermont.

## Œuvres

### Poésie
- Do the Math, éd. Coffe House Press, 2016
- Alone and Not Alone, éd. Coffee House Press, 2015[12],
- Collected Poems, éd. Coffee House Press, 2013[13],
- How Long, éd. Coffee House Press, 2011[14],
- How to Be Perfect, éd. Coffee House Press, 2007[15],
- You Never Know, éd. Coffee House Press, 2002,
- Poems I Guess I Wrote, éd. CUZ Editions, 2001,
- New & Selected Poems, éd. David R. Godine, 1995,
- The Big Something, éd. The Figures, 1990,
- Triangles in the Afternoon, éd. SUN, 1979,
- Toujours L'amour, éd. SUN, 1976
- Great Balls of Fire, éd. Holt, Rinehart & Winston, 1969,
- Bean Spasms, avec Ted Berrigan, éd. Kulcher Press, 1967[16].

#### Traduction en français
- Comment Devenir Parfait, traduction de How to be perfect, éd. Joca Seria, 2017,
- On ne sait jamais, traduction de You Never Know, éd. Joca Seria, 2012,
- Le Grand Quelque Chose, traduction de The Big Something, éd. Joca Seria, 2010[17]

### Essais, romans et écrits divers
- Motor maids across the continent, éd.  The Song Cave, 2017[18],
- Oklahoma Tough: My Father, King of the Tulsa Bootleggers, éd. University of Oklahoma Press, 2005[19],
- Joe: a Memoir of Joe Brainard, éd. Coffee House Press, 2004,
- Joe Brainard: I Remember, avec Joe Brainard, éd. Granary Books, 2001,
- The Straight Line: Writing on Poetry and Poets, éd. University of Michigan Press, 2000,
- The Teachers and Writers Handbook of Poetic Forms, éd. Teachers & Writers Collaborative, 2° édition, 2000,
- Wishes, Lies, and Dreams: Teaching Children to Write Poetry, éd. Harper Perennial, 1999,
- Albanian Diary , éd. Figures, 1999,
- Ted: a Personal Memoir of Ted Berrigan, éd. The Figure, 1993,
- Blood Work: Selected Prose, éd. Bamberger Books, 1993
- Handbook of Poetic Forms, éd. Teachers & Writers Collaborative, 1987,
- Teachers Manual for the Writing Book, éd. Teachers & Writers Collaborative, 1984,
- Tulsa Kid, éd. Z.Press, 1979,
- The Adventures Of Mr. And Mrs. Jim And Ron, éd. Cape Goliard Press, 1970

### Traductions
- Pierre Reverdy, Prose Poems, éd.  Black Square Editions, 2007
- Blaise Cendrars, Complete Poems, éd. University of California Press, 1992,
- Pierre Cabanne, Dialogues with Marcel Duchamp, éd. Viking Press, 1971,
- Guillaume Apollinaire, Zone: Selected Poems, éd. NYRB Poets, 2015,
- Guillaume Apollinaire, The Poet Assassinated, éd. Holt, Rinehart & Winston, 1968

## Prix et distinctions
- 2016, le Harold Morton Landon Translation Award[20],
- 2015, le Robert Creeley Award[21],
- 2014, le prix William Carlos Williams délivré par la Poetry Society of America[22]
- 2009,  le Shelley Memorial Award, de la Poetry Society of America[23],
- 1999, le American Academy of Arts and Letters poetry award[24],
- 1986, boursier de la Guggenheim Foundation[25],
- 1965, boursier Fulbright